# 浅間塚古墳 (潮来市)
浅間塚古墳（せんげんづかこふん）は、茨城県潮来市上戸にある古墳である。

## 概要
本古墳は、常陸利根川を望む台地縁辺にある墳丘全長84メートル、後円部径48メートル高さ7.5メートル、前方部幅25メートル高さ4.5メートルを測る前方後円墳である。墳丘の北東側に幅10メートルの周溝があるが、西側は国道51号敷設のため一部削平されている。
埴輪等の外部施設は確認されていないが、前期古墳の墳形を良く示しており、4世紀末から5世紀初めの築造と推定されている。
前方後円墳の後円部の頂部に、地元で「浅間さま」と呼ばれる浅間古墳神社が祀られており、後円部の参道の途中には鳥居が立つ。
- 後円部の浅間古墳神社参道
- 後円部頂部に祀られている浅間古墳神社